# Ceratinopsis
Ceratinopsis là một chi nhện trong họ Linyphiidae.